# Qaḑā' Umm ar Raşāş
Qaḑā' Umm ar Raşāş (arabiska: قضاء ام الرصاص) är en kommun i Jordanien.   Den ligger i guvernementet Amman, i den centrala delen av landet, 80 km sydost om huvudstaden Amman.